# Metal (album)
Metal – dwunasty album studyjny kanadyjskiej grupy muzycznej Annihilator. Wydawnictwo ukazało się 16 kwietnia 2007 roku nakładem wytwórni muzycznej SPV Records.
Płyta zadebiutowała na 190. miejscu listy SNEP we Francji.
Gościnnie w nagraniach wzięli udział m.in.: gitarzysta grupy Nevermore – Jeff Loomis, wokalistka Angela Gossow i gitarzysta Michael Amott z zespołu Arch Enemy oraz lider formacji Children of Bodom – Alexi Laiho.
Album został nagrany i zmiksowany w Watersound Studios w Ottawie w Kanadzie.
Partie perkusji zostały nagrane w Sanctum Sound Studio w Bostonie oraz Spider Studios w Strongsville w Stanach Zjednoczonych.
Dodatkowe partie gitar nagrano w Backstage Studios w Derbyshire w Anglii.
Wokalizy Danko Jonesa zrealizowano w The Concrete Jungle w Toronto w Kanadzie.
Mastering wykonał Adam Ayan w Gateway Mastering w Portland w stanie Maine w USA.

## Lista utworów
Opracowano na podstawie materiału źródłowego.
Muzyka i słowa: Jeff Waters.
1. „Clown Parade” (gościnnie: Jeff Loomis) – 05:14
2. „Couple Suicide” (gościnnie: Danko Jones i Angela Gossow) – 03:54
3. „Army Of One” (gościnnie: Steve „Lips” Kudlow) – 06:01
4. „Downright Dominate” (gościnnie: Alexi Laiho) – 05:13
5. „Smothered” (gościnnie: Anders Björler) – 05:09
6. „Operation Annihilation” (gościnnie: Michael Amott) – 05:16
7. „Haunted” (gościnnie: Jesper Strömblad) – 08:05
8. „Kicked” (gościnnie: Corey Beaulieu) – 05:56
9. „Detonation” (gościnnie: Jacob Lynam) – 03:54
10. „Chasing The High” (gościnnie: Willie Adler) – 06:16
11. „Heavy Metal Maniac (cover Exciter, bonus JPN) (gościnnie: Dan Beehler i Allan Johnson) – 03:53

| Limited-Edition Digi-Pack Version released with a Bonus-Compilation (Best-Of) |
| --- |
| 1. „Carnival Diablos” - 05:06 2. „Time Bomb” - 04:46 3. „Blackest Day” - 05:06 4. „My Precious Lunatic Asylum” – 05:46 5. „Shallow Grave (Live)” – 05:04 6. „Murder” – 04:26 7. „Tricks and Traps” – 04:57 8. „Refresh the Demon” – 05:26 9. „Ultra Paranoia” – 04:28 10. „King of the Kill” – 03:11 11. „Second to None” – 00:54 |

## Twórcy
Opracowano na podstawie materiału źródłowego.

- Dave Padden - wokal prowadzący
- Jeff Waters - gitara rytmiczna, gitara prowadząca, gitara basowa,
wokal prowadzący (utwór 6), inżynieria dźwięku, miksowanie, produkcja muzyczna
- Mike Mangini - perkusja
- Andy Sneap – inżynieria dźwięku
- Adam Ayan – mastering
- Vic Florencia – realizacja dźwięku
- Gyula Havancsak – oprawa graficzna

## Wydania
| Rok  | Nr katalogowy         | Format                   | Wytwórnia           | Region  | Źródło |
| ---- | --------------------- | ------------------------ | ------------------- | ------- | ------ |
| 2007 | SPV 98012 CD          | CD, Album                | Steamhammer Records | Niemcy  | [ 9 ]  |
| 2007 | 31269 2LP             | 2xLP, Album              | Steamhammer Records | Niemcy  | [ 9 ]  |
| 2007 | KICP 1224             | CD, Album                | King Records        | Japonia | [ 9 ]  |
| 2007 | SPV 98010 CD+CD-E Ltd | CD, Album, Ltd + CD, Enh | Steamhammer Records | Niemcy  | [ 9 ]  |